# Mario Engels
Mario Engels (ur. 22 października 1993 w Troisdorfie) – niemiecki piłkarz występujący na pozycji pomocnika w holenderskim klubie Heracles Almelo. Wychowanek 1. FC Köln, w swojej karierze grał także w FSV Frankfurt, Śląsku Wrocław i Sparcie Rotterdam.